# Triplectides truncatus
Triplectides truncatus là một loài Trichoptera trong họ Leptoceridae. Chúng phân bố ở miền Australasia.